# Sypna samala
Sypna samala là một loài bướm đêm trong họ Erebidae.